# راجا ناتوارلال
راجا ناتوارلال (به انگلیسی: Raja Natwarlal) فیلمی هندی محصول سال ۲۰۱۴ و به کارگردانی کونال دشموخ است. در این فیلم بازیگرانی همچون عمران هاشمی، حمائمه ملک، پارش راوال، کی کی منون، دیپاک تیجوری، پراساد اوآک، پراچی شاه پاندیا و محمد زیشان ایوب ایفای نقش کرده‌اند.